# گندا سنگه والا
گندا سنگه والا (به انگلیسی: Ganda Singh Wala) یک روستا در پاکستان است که در پنجاب واقع شده‌است.